# Екстраполяції
«Екстраполяції» (англ. Extrapolations) — американський драматичний серіал- антологія, створений Скоттом З. Бернсом для Apple TV+. Прем'єра серіалу відбулася 17 березня 2023 року.

## Сюжет
Серія-антологія розповідає про наслідки глобального потепління на планеті з різних точок зору через взаємопов'язані між собою історії. В результаті НТР значний вплив людини на навколишнє середовище спричинив непоправні зміни клімату. Тепер увесь світ охоплений лісовими пожежами, почастішали руйнівні урагани, повітря забруднене, активно тануть льодовики, піднімаючи рівень світового океану. У фільмі розповідається про різних людей, які щосили намагаються пристосовуватися до умов життя, що стрімко змінюються.

## Актори та персонажі

### «2037: Історія Ворона»
- Девід Діггс — Маршалл Цукер
- Кіт Герінґтон — Ніколас Білтон
- Сієнна Міллер — Ребекка Ширер
- Тахар Рахім — Омар Хаддад
- Метью Ріс — Джуніор
- Гізер Грем — Ханна
- Пітер Рігерт — Бен Цукер
- Яра Шахіді — Кармен Джаліло[3]
- Леслі Аггамс — Ізабель Цукер
- Шерієн Дабіс — Ліна
- Кара Джі — Фреда

### «2046: Падіння китів»
- Сієнна Міллер — Ребекка Ширер
- Меріл Стріп — Єва Ширер[3]
- Кіт Герінґтон — Ніколас Білтон
- Тахар Рахім — Омар Хаддад
- Жоаопауло Малхейро — Езра Хаддад (у молодості)
- Ейза Девіс — Крістіна
- Ато Ессандох — Марко
- Дуглас Ходж — Хендрікс

### «2047: П'яте питання»
- Девід Діггс — Маршалл Цукер
- Девід Швіммер — Гарріс Ґолдблат
- Джадд Хірш — Девід Голдблат
- Нік Кролл — Альфа (голос)
- Неска Роуз — Алан Голдблат
- Леслі Аггамс — Ізабель Цукер
- Кетрин Кейтс — місіс Голдблат
- Маріанна Рендон — Габріела

### «2059: Обличчя Бога»
- Даян Лейн — Марта Рассел
- Едвард Нортон — Джонатан Шопен
- Індіра Варма — Гіта Мішра
- Кіт Герінґтон — Ніколас Білтон
- Майкл Гандольфіні — Роуен Шопен
- Черрі Джонс — Елізабет Бердік, президент
- Дейдре Гудвін — радник
- Мія Маестро — Маріама Круз
- Еймі Маллінз — Гаррет, державний секретар
- Аджай Найду — Хірам Макдауелл

### «2059 Частина ІІ: Нічні птахи»
- Адарш Гурав — Гаурав
- Газ Чоудрі — Ніл
- Кері Рассел — Олівія Дрю
- Зулейха Робінсон — Ануша
- Варіс Алувалая — доктор Харбакш Манн
- Дів'я Сеті — Сандж

### «2066: Лола»
- Джемма Чан — Наташа Альпер
- Тахар Рахім — Езра Хаддад
  - Жоаопауло Малхейро — молодий Езра Хаддад
- Девіка Бхісе — Лола
- Тара Саммерс — Ізабель Вік

### «2068: Прощальна вечірка»
- Маріон Котійяр — Сільві Боло
- Ейса Гонсалес — Елоді
- Тобі Магвайр — Ніколас
- Форест Вітакер — Август Боло
- Харі Неф — Анна

### «2070: Екоцид»
- Кіт Герінґтон — Ніколас Білтона
- Даян Лейн — Марта Рассел
- Сієнна Міллер — Ребекка Ширер
- Едвард Нортон — Джонатан Шопен
- Мюррей Бартлетт — Аріель Тернер
- Мааме Яа Боафо — Люсі Адобо
- Бен Гарпер — Тайрон Даунз
- Анна Дівер Сміт — Арден Міллер

## Епізоди
| № серії | Назва серії                    | Режисер(и)        | Сценарист(и) | Оригінальна дата виходу |
| --- | ------------------------------ | ----------------- | --- | ----------------------- |
| 1 | «2037: Історія Ворона»         | Скотт Бернс       | Скотт Бернс | 17 березня 2023         |
| Вест світ підійшов до переломної точки перед наслідками глобального потепління. Демонстрації, політика та приватне підприємництво впливають на рішення для стримування щорічного зростання глобальної температури нижче двох градусів за Цельсієм на рік. |                                |                   | |                         |
| 2 | «2046: Падіння китів»          | Скотт Бернс       | Скотт Бернс | 17 березня 2023         |
| Технологія 2046 року дозволяє Ребекці спілкуватися та дружити з горбатим китом, який запитує про місцеперебування іншого кита, якого можна почути. |                                |                   | |                         |
| 3 | «2047: П'яте питання»          | Грегорі Джейкобс  | Скотт Бернс, Рубі Рей Шпігель, Грегорі Джейкобс                                                                               | 17 березня 2023         |
| Рабин Цукер стикається з кількома труднощами одночасно: утримувати свою синагогу в Маямі, підготувати допитливу дівчину до її бат-міцви та готуватися до майбутнього шторму. |                                |                   | |                         |
| 4 | «2059: Обличчя Бога»           | Еллен Курас       | Дейв Еґґерс, Скотт Бернс | 24 березня 2023         |
| Екотерорист чи екоспаситель? Гіта Мішра має флот літаків, наповнених хлоридом кальцію, що летить у небі, і вона погрожує викинути їхній корисний вантаж, щоб так чи інакше вирішити кліматичну кризу на Землі. Її колишній чоловік Джонатан, який консультує президента США під час цієї кризи, з жахом спостерігає, як поступово його власний син активно допомагає реалізації плану Гіти. |                                |                   | |                         |
| 5 | «2059 Частина ІІ: Нічні птахи» | Чі Лі             | Раджив Джозеф | 31 березня 2023         |
| У Мумбаї Ніл та Гаурав беруться за потенційно небезпечну місію з транспортування секретного предмета, який може допомогти врятувати планету. Місія вбивці Олівії Дрю — завадити їм. |                                |                   | |                         |
| 6 | «2066: Лола»                   | Скотт Бернс       | Скотт Бернс & Сара Нолен | 7 квітня 2023           |
| Езра, якого востаннє бачили в другому епізоді, тепер уже дорослий і заробляє на життя, відповідаючи на платні онлайн-запити людей, які опинилися у складних життєвих ситуаціях. Поточні глобальні кліматичні умови ще більше ускладнюють усю ситуацію, оскільки Езрі доводиться вирішувати власні проблеми, пов'язані з Лолою.                                                              |                                |                   | |                         |
| 7 | «2068: Прощальна вечірка»      | Ніколь Холофсенер | Бесс Вохл | 14 квітня 2023          |
| Анна знаходить роботу покоївки на інтимній новорічній вечірці, організованій подружжям Августом та Сільвією, які запросили їхнього хорошого друга Ніколаса разом із Елоді. Ця ніч стає незабутньою, багато в чому завдяки зменшенню вуглецевого сліду, як спосіб подолання поточної кліматичної кризи.                                                                                      |                                |                   | |                         |
| 8 | «2070: Екоцид»                 | Майкл Морріс      | Скотт Бернс Дороті Фортенберрі та Даян Адему-Джон та Скотт З. Бернс та Рон Каррі; Сюжет : Скотт З. Бернс і Дороті Фортенберрі | 21 квітня 2023          |
| Ніка Білтона відправляють до Гааги, де він постає перед Міжнародним кримінальним судом за його дії як генерального директора Alpha за звинуваченням у екоциді. Світ приголомшений його пропозицією як способом вплинути на результат. |                                |                   | |                         |

## Виробництво
У січні 2020 року було оголошено, що Скотт З. Бернс розробляє телесеріал-антологію про зміну клімату, який очевидно буде транслюватися на Apple TV+ . У грудні 2020 року було офіційно оголошено про зйомки першого сезону з десяти серій.
Зйомки серіалу почалися в жовтні 2021 року в Нью-Йорку під робочою назвою Gaia, сценаристом і режисером виступив Бернс, а також у ньому знімалися в головних ролях Меріл Стріп, Сієнна Міллер, Кіт Герінгтон, Тахар Рахім, Метью Ріс, Девід Діггз, Джемма Чан, Девід Швіммер, Адарш Гурав, Форест Вітакер, Маріон Котіяр, Тобі Магвайр та Ейса Гонсалес . Було повідомлено, що серіал матиме лише один сезон з восьми серій.
У листопаді 2021 року до акторського складу приєдналися Едвард Нортон, Індіра Варма, Кері Рассел, Черрі Джонс та Майкл Гандольфіні. У січні 2022 року було оголошено про додаткові кастинги, зокрема було обрано Мюррея Бартлетта, Яру Шахіді, Даян Лейн, Гізер Грем та Джадда Хірша . У лютому 2022 року було оголошено, що Еллен Курас візьме участь у постановці серіалу.

## Реакція
Веб-сайт-агрегатор оглядів Rotten Tomatoes повідомив про схвалення серіалу 43 % голосами із середнім рейтингом 5,8/10 на основі 27 відгуків критиків. Консенсус критиків веб-сайту стверджує: «Сюжет Екстраполяції, зосереджений на глобальних проблемах людства, однак тут немає цілісності та залучесності акторів, хоча його актуальна проблематика та добрі наміри роблять цю антологію дещо інтригуючою». На Metacritic, середньозважена оцінка складає 57 балів із 100 на основі голосів 16 критиків, вказуючи на «змішані або середні відгуки».
У рецензії, опублікованій Los Angeles Review of Books, Аарон Баді розкритикував телесеріал за те, що, головним чином, звертається увага на досвід «багатих американців». Баді також розкритикував антологію за те, що вона не «фокусується» на проблемі використання горючих корисних копалин.